# ديفن بينتون
ديفن بينتون (بالإنجليزية: Devin Benton) هو لاعب كرة قدم أمريكي، ولد في 18 نوفمبر 1999 في برمنغهام في الولايات المتحدة.